# Vålerenga Fotball 2004
Questa voce raccoglie le informazioni riguardanti il Vålerenga Fotball nelle competizioni ufficiali della stagione 2004.

## Rosa
| N. |                     | Ruolo | Calciatore           |
| -- | ------------------- | ----- | -------------------- |
| 1  | Norvegia (bandiera) | P     | Øyvind Bolthof       |
| 2  | Norvegia (bandiera) | A     | Alexander Mathisen   |
| 4  | Belgio (bandiera)   | D     | David Brocken        |
| 5  | Norvegia (bandiera) | D     | Erik Hagen           |
| 6  | Norvegia (bandiera) | D     | Freddy dos Santos    |
| 7  | Norvegia (bandiera) | C     | Bjørn Arild Levernes |
| 8  | Norvegia (bandiera) | C     | Per Egil Swift       |
| 9  | Norvegia (bandiera) | A     | Tor Henning Hamre    |
| 10 | Norvegia (bandiera) | C     | Kjetil Rekdal        |
| 11 | Norvegia (bandiera) | C     | Morten Berre         |
| 14 | Norvegia (bandiera) | C     | Lars Øvrebø          |
| 15 | Norvegia (bandiera) | C     | Thomas Holm          |
| 16 | Norvegia (bandiera) | C     | Runar Normann        |
| 16 | Norvegia (bandiera) | A     | Steffen Iversen      |

| N. |                     | Ruolo | Calciatore           |
| -- | ------------------- | ----- | -------------------- |
| 17 | Norvegia (bandiera) | A     | Espen Næss Lund      |
| 18 | Norvegia (bandiera) | D     | Arnar Førsund        |
| 19 | Norvegia (bandiera) | D     | Thomas Sæther        |
| 20 | Norvegia (bandiera) | C     | Glenn Atle Larsen    |
| 21 | Norvegia (bandiera) | D     | Tom Henning Hovi     |
| 22 | Norvegia (bandiera) | C     | Jørgen Jalland       |
| 23 | Norvegia (bandiera) | D     | Tommy Edvardsen      |
| 24 | Norvegia (bandiera) | D     | Kjetil Wæhler        |
| 25 | Norvegia (bandiera) | C     | Ardian Gashi         |
| 26 | Norvegia (bandiera) | P     | Magnus Hjulstad      |
| 27 | Norvegia (bandiera) | C     | David Hanssen        |
| 28 | Norvegia (bandiera) | A     | Daniel Fredheim Holm |
| 30 | Gambia (bandiera)   | P     | Pa Dembo Touray      |
| 30 | Islanda (bandiera)  | P     | Árni Gautur Arason   |

## Risultati

### Campionato

#### Girone di andata
| Arbitro: | Staberg |

|             |           |  |
| Jalland 66’ | Marcatori |  |

| Arbitro: | Berntsen (Vang) |

|          |           |          |
| Dahl 75’ | Marcatori | 63’ Hovi |

| Arbitro: | Ditlefsen |

|                   |           |  |
| Fredheim Holm 40’ | Marcatori |  |

| Arbitro: | Berntsen (Vang) |

|                                     |           |                                |
| Söderstjerna 39’ Risholt 83’ (rig.) | Marcatori | 26’ (rig.) dos Santos 90’ Hovi |

| Oslo 9 maggio 2004, ore 20:15 CEST 5ª giornata | Vålerenga         | 0 – 0 referto | Viking | Ullevaal Stadion (7.520 spett.)\| Arbitro: \| Alseth (Stjørdal) \| |
| Arbitro:                                       | Alseth (Stjørdal) |               |        |                                                                    |

| Arbitro: | Hauge (Bergen) |

|  |           |                |
|  | Marcatori | 24’ dos Santos |

| Arbitro: | Olsen (Trondheim) |

|                               |           |                           |
| Fredheim Holm 10’ Jalland 84’ | Marcatori | 57’ Johnsen 87’ Brattbakk |

| Arbitro: | Hauge (Bergen) |

|             |           |                       |
| Hulsker 33’ | Marcatori | 43’ (rig.) dos Santos |

| Arbitro: | Staberg |

|                       |           |  |
| Johansen 56’ Årst 74’ | Marcatori |  |

| Arbitro: | Alseth (Stjørdal) |

|            |           |  |
| Rekdal 80’ | Marcatori |  |

| Arbitro: | Staberg |

|                      |           |                       |
| Ødegaard 42’ Flo 80’ | Marcatori | 24’ (rig.) dos Santos |

| Arbitro: | Krokdal |

|                    |           |  |
| Hovi 57’ Gashi 75’ | Marcatori |  |

| Arbitro: | Alseth (Stjørdal) |

|                               |           |  |
| Muri 34’ Stenersen 90’ (rig.) | Marcatori |  |

#### Girone di ritorno
| Arbitro: | Skjerven (Kaupanger) |

|                    |           |                                   |
| Hanssen 88’ (rig.) | Marcatori | 55’ Hanssen 86’ (rig.) dos Santos |

| Arbitro: | Øvrebø (Oslo) |

|                       |           |                             |
| dos Santos 39’ (rig.) | Marcatori | 53’ Markstedt 89’ Markstedt |

| Arbitro: | Olsen (Kristiansand) |

|             |           |                   |
| Winters 25’ | Marcatori | 60’ Fredheim Holm |

| Arbitro: | Øvrebø (Oslo) |

|                                          |           |  |
| Holm 20’ dos Santos 59’ (rig.) Swift 63’ | Marcatori |  |

| Arbitro: | Skjerven (Kaupanger) |

|            |           |                  |
| Kovács 58’ | Marcatori | 5’ Fredheim Holm |

| Arbitro: | Alseth (Stjørdal) |

|                     |           |  |
| Berre 20’ Swift 58’ | Marcatori |  |

| Arbitro: | Hauge (Bergen) |

|             |           |                                             |
| Johnsen 28’ | Marcatori | 20’ Gashi 30’ Berre 57’ Brocken 89’ Iversen |

| Arbitro: | Olsen (Kristiansand) |

|                                                           |           |           |
| Kallio 32’ (aut.) Mavrič 48’ (aut.) Gashi 52’ Iversen 88’ | Marcatori | 5’ Kallio |

| Arbitro: | Skjerven (Kaupanger) |

|                |           |           |
| dos Santos 74’ | Marcatori | 8’ Strand |

| Arbitro: | Hauge (Bergen) |

|                        |           |                                             |
| Knutsen 16’ Fevang 18’ | Marcatori | 26’ Hagen 30’ Gashi 43’ Iversen 71’ Iversen |

| Oslo 17 ottobre 2004, ore 18:00 CEST 24ª giornata | Vålerenga | 0 – 0 referto | Sogndal | Ullevaal Stadion (17.374 spett.)\| Arbitro: \| Staberg \| |
| Arbitro:                                          | Staberg   |               |         |                                                           |

| Arbitro: | Olsen (Kristiansand) |

|  |           |           |
|  | Marcatori | 47’ Berre |

| Arbitro: | Øvrebø (Oslo) |

|                                        |           |  |
| Wæhler 58’ Hagen 81’ Fredheim Holm 83’ | Marcatori |  |

### Coppa di Norvegia
| Arbitro: | Sælen |

|                          |           |                                           |
| Sperrevik 20’ Hjelle 42’ | Marcatori | 29’ dos Santos 35’ Hanssen 82’ dos Santos |

| Arbitro: | Friberg |

|  |           |                       |
|  | Marcatori | 58’ Gashi 64’ Hanssen |

| Arbitro: | Borgersen (Oslo) |

|                                |           |                           |
| Nysted 16’ Nysted 36’ Sund 45’ | Marcatori | 15’ dos Santos 79’ Rekdal |